# ديفيد كوين
ديفيد كوين (بالإنجليزية: David Quinn)‏ هو لاعب هوكي الجليد أمريكي، ولد في 30 يوليو 1966 في كرانستون في الولايات المتحدة.

## وصلات خارجية
- ديفيد كوين على موقع دوري الهوكي الوطني (الإنجليزية)
- ديفيد كوين على موقع EliteProspects.com (الإنجليزية)
- ديفيد كوين على موقع Eurohockey.com (الإنجليزية)
- ديفيد كوين على موقع HockeyDB.com (الإنجليزية)
- ديفيد كوين على موقع أوليمبيديا (الإنجليزية)